# Monumento natural de Isla de Terreros e Isla Negra
El monumento natural de Isla de Terreros e Isla Negra es un espacio natural del sur de  España que protege dos pequeños islotes  del mar Mediterráneo muy cercanos a la costa —Terreros y Negra— situados en el término municipal de Pulpí (Almería, Andalucía). Fue declarado el 23 de enero de 2001.

## Descripción e historia
Situadas en la costa levantina de Almería, frente a la localidad de San Juan de los Terreros, integran el monumento dos islas de origen volcánico muy cercanas al litoral, la de Terreros y la Negra, con una superficie total de 1 ha.
La isla de Terreros tiene 11 150 m² y una altura máxima de 30 m s. n. m. Isla Negra, por su parte, es un peñón abrupto de 6015 m²  compuesto por andesitas y otras rocas volcánicas, con abundante presencia de hornblendas y magnetitas, responsables de su color oscuro. 
Ambas presentan escasa vegetación compuesta por plantas rupícolas y matorral rastrero, con singularidades de probable origen ornitocoprófilo. Una amplia variedad de aves marinas nidifica y reproduce en ellas, no en vano la isla de Terreros alberga la comunidad más importante que de la provincia. Entre ellas, destacan especies amenazadas como la pardela cenicienta (Calonectris diomedea) y el paíño europeo (Hydrobates pelagicus) u otras como la gaviota patiamarilla (Larus michahellis). Entre las terrestres que habitan el litoral adyacente están la garceta común (Egretta garzetta), la garcilla bueyera (Bubulcus ibis), la collalba negra (Oenanthe leucura), la grajilla común (Corvus monedula), el vencejo común (Apus apus) o el pálido (Apus pallidus).
Sus fondos marinos son también muy ricos. Destacan en ellos las praderas de posidonia (Posidonia oceanica), planta acuática exclusiva del mar Mediterráneo que proporciona refugio y alimento a múltiples especies de peces, crustáceos, cefalópodos e invertebrados. 
Ambas islas poseen además un gran valor paisajístico, con llamativos afloramientos volcánicos. Pueden verse en el litoral contiguo antiguos cocederos de esparto, las viviendas de los esparteros, llamadas terreros, que se excavaban en las paredes de los acantilados, el castillo de San Juan de los Terreros.

## Curiosidades
- Según consta en los archivos municipales de Pulpí, en los años 1960 se proyectó construir un casino en la isla.[cita requerida]
- A unas 3 millas marinas se dan espléndidos fondos submarinos e importantes caladeros pesqueros, como el de Chancla.